# Bűnügyi regény (irodalmi műfaj)

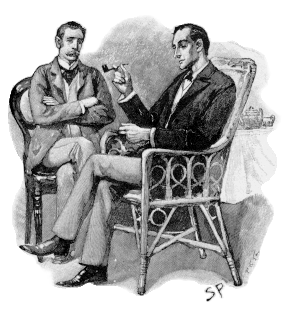
Sherlock Holmes és Dr. Watson

 A bűnügyi regény vagy krimi, detektívregény az epika (elbeszélő irodalom) népszerű tematikus műfaja, amely a bűntények felderítésével, elkövetésük bemutatásával, illetve lélektani indítóokaik vizsgálatával, valamint a bűnözők, nyomozók („detektívek”) és bűnügyi rendőrök világával foglalkozik. A krimik terjedelmüket tekintve döntően regények, ritkábban elbeszélések vagy drámák. A krimit általában megkülönböztetik a művészi célú szépirodalomtól, valamint az olyan tematikus műfajoktól, mint a sci-fi, a horror vagy a történelmi regény. Egyes krimiknél azonban ezek a határok elmosódnak, így több műfajba is sorolhatók. A kriminek több speciális alműfaja is van, mint a detektívregény, a jogi krimi, a rendőrségi krimi, a politikai krimi, a bírósági dráma vagy a „kemény krimi” (hard-boiled). Részben ez a jelenség az oka, hogy egy nehezen körvonalazható műfajról beszélünk, a zsáner elemei széles skálán mozognak, rengeteg alműfaj létezik, melyek kategorizálása kultúránként, országonként, sőt akár könyvesboltok polcaiként is eltérő lehet.

## Etimológiája
A krimi elnevezése a latin crimen „bűn” szóból származik. Alapvető műfaji eleme tehát a bűn valamilyen formában való megjelenése. A szó eredetét tekintve a jogi értelemben vett bűnt, mint kategóriát jelöli meg, azonban megjelenhet a bűn erkölcsi, akár bibliai értelemben vett problémaként is. Alműfajtól függetlenül minden krimiként definiált alkotás valamilyen rejtélyen alapul, melynek megoldása rendszerint a főhős feladata. Az is segít a krimi beazonosításában, ha számba vesszük a gyakran használt karaktertípusokat. Ilyen például a detektív, a magánnyomozó, a bűnöző, az orvos, az újságíró.
Káin és Ábel története a Bibliából, Oidipusz király Szophoklésztől, Shakespeare Hamletje, Goethe Faustja, a Bűn és bűnhődés Dosztojevszkijtől, vagy, hogy egy magyar alkotást is említsünk, A gólyakalifa Babitstól – nem nevezhetjük őket kriminek, pedig bűneseteket dolgoznak fel. Ellenben ha a műfaj esszenciális elemeként tekintünk a „bűn”-re, az sem ad pontos, minden alkotásra alkalmazható definíciót, hisz vannak olyan krimiként kategorizált művek, amelyekben ez egyáltalán nem, vagy nem központi elemként jelenik meg (például az ifjúsági krimi esetében). Pontosabb definíciót kaphatunk tehát, ha egy másik műfaji alappillére támaszkodunk, ami nem más, mint a rejtély. Olyan mű, amelyben a gyilkosságot vagy annak elkövetőjét többnyire nem lehet látni. Ma már a szerzők széles skálája foglalkozik azzal a műfajjal, amely egyszerre szórakoztat, és logikus gondolkodásra késztet.

## Műfajok
Eleinte lenézett írások, tipikus detektívregények tartoztak ebbe a műfajba. A krimi az olcsó, igénytelen ponyva szinonimája volt. Aztán ahogy a közérdeklődés a történelmi regényektől egyre inkább a zsáner irodalom (= mindennapi élet eseményeit, a körülöttünk lévő világot bemutató írások) felé fordult, a krimi helyzete megváltozott. Az utóbbi évtizedekben újabb különleges műfajok jelentek meg a krimi műfaján belül, melyek hamar óriási népszerűségre tettek szert és melyek mára világsikereket értek el.

### Detektívregény
Olyan alműfaj, amiben egy nyomozó/detektív (lehet akár hivatásos, amatőr vagy már visszavonult) deríti fel egy bűntényt, amelynek általában csak a következményeit ábrázolják. A detektívtörténetek célja a jó értelemben vett izgalom felkeltése, az intellektuális szórakoztatás és sok esetben az elmetorna. A műtéma azok számára lehet érdekes, akik szeretik a rejtvényeket. A detektívregényben fontos a narrátor szerepe. Állandó feszültségben tartja az olvasót, gyakori késleltetéssel fokozza az izgalmakat.
A műfaj a 20. század elején stabilizálódik, és azóta is töretlen népszerűségnek örvend, főleg mint könyvműfaj. A detektívregények leghíresebb hősei közé tartozik például Sherlock Holmes vagy Hercule Poirot.
Whodunit: a detektívregény legelterjedtebb formája. Cselekmény vezérelt történet, amelyben az olvasó nyomokat kap, melyekből hamarabb rájön a bűncselekmény elkövetőjére, mint ahogyan az a cselekmény végén kiderül.
A zárt szoba rejtélye: más néven „lehetetlen rejtély”. Olyan bűnügyet mutat be, amely látszólag kivitelezhetetlennek tűnik. A végső hajrában viszont a nyomozó mindig összerakja a darabkákat, hiszen a dektektívregény műfajában nem létezik olyan, hogy megoldhatatlan rejtély.

### Hardboiled
A hardboiled (vagy hard-boiled) és a rejtélyfejtő krimik karakterei és alaphelyzetei részben közösek. Az érzelmesebb jellegű krimiktől eltérően, amelyek a félelem, rettegés és terror érzelmeit emelik ki, a hardboiled történetekben a nyomozó cinikusan viszonyul ezekhez az érzelmekhez. A közönség felé ezt a hozzáállást a nyomozó belső monológja közvetíti, amelyben leírja mit csinál és hogyan érez. A tipikus főszereplő egy magánnyomozó, aki nap, mint nap szemtanúja a szervezett bűnözői körök által elkövetett erőszaknak (jellemzően a szesztilalom idején és azt követően). Ugyanakkor egy olyan igazságszolgáltatási rendszerre kell támaszkodnia, ami éppolyan korrupt, mint az a szervezett bűnözés, ami ellen harcol. A végtelen erőszak ciklusa miatt cinikussá vált nyomozók tipikus antihősök. Jellemző példák: Philip Marlowe, Mike Hammer, Sam Spade, Lew Archer.

### Thriller[4]
A thriller elsősorban filmes műfaj, neve az angol „thrill” szóból jön, ami borzongást jelent. Ennek megfelelően az ismeretlentől való félelmet, ezt az archetipikus élményt idézi fel, mely az ősidőktől kezdve hat az emberre. Többnyire igaz a műfaj szereplőire, hogy megéreznek egy bizonyos bajt, ami fenyegeti őket, de sokáig nem szembesülnek azzal – ahogy a néző sem –, ezzel jön létre a kívánt feszültség, izgalom a nézőben. Jellemző a thriller műfajára, hogy szinte a székébe szögezi a nézőközönséget, ahogy a cselekmény egyre inkább halad a tetőpont felé. A thriller általában egy gonosz által vezérelt cselekménysor, mely olyan akadályokat görget a főszereplő, elé, amelyeket le kell küzdenie. A műfaj jeles képviselője Alfred Hitchcock, egyben egyik megalkotója és formálója is volt.

### Egyéb alműfajok
Kémregény: a kémregény egy olyan 20. században kialakult irodalmi műfaj, ami a kémkedést fontos kontextusként vagy cselekményszálként alkalmazza a történetekben.
Jogi krimi: olyan krimi, amely jogi témákat vonultat fel.
Rendőrségi krimi: olyan krimi, amely a rendőrség munkáját mutatja be a történet során.
Politikai krimi: politikai témát bemutató krimi.
Business-thriller: az üzleti világban (különösen a pénzügyek területén), vagy tágabb értelemben bármely üzleti vállalkozásban jelentkező bűnügyi intrikák képezik az elbeszélés tárgyát. A megközelítések változatosak: ipari kémkedés, ambíció, hatalom, manipuláció, rivalizálás, verseny, pénzverseny stb.
Ifjúsági krimi: olyan krimi műfajú művek, melyek célcsoportja a gyermek, illetve ifjúsági olvasóközönség. Ez gyakran a témák könnyedségében is megfigyelhető.
Humoros krimi: általában a detektívregény fekete humoros formája. A cselekményt vicces, szórakoztató részekkel lazítják.
Noir: elsősorban filmstílus, amit a hollywoodi bűnügyi drámák, krimik jellemzőjeként használnak, legfőképp amelyek esetében kiemelt szerepet játszik az ambivalens erkölcs és a szexuális motiváció. Először Nino Frank francia kritikus alkalmazta a film noir elnevezést a hollywoodi filmekre 1946-ban. Gyakran hivatkoznak rá önálló, a bűnügyi filmnek alárendelt műfajként.

## A krimi szabályrendszere
Ronald Knox: A detektív történetek tízparancsolata (1929)
1. A bűnözőről szó essék már a történet korai szakaszában, és a bűnöző ne legyen olyan személy, akinek a gondolatát az olvasó követni tudja.
2. Minden természetfölötti vagy természeten túli erő a dolog természeténél fogva mellőzendő.
3. Egynél több titkos helyiség vagy rejtekfolyosó alkalmazása tilos.
4. Tilos ismeretlen méreg, valamint olyan eszköz alkalmazása, amelyet a könyv végén terjedelmes tudományos magyarázat keretében kénytelen ismertetni az író.
5. A történetben nem szerepelhet kínai.
6. Véletlen esemény nem jöhet a detektív segítségére, s a detektív nem rendelkezhet kellően meg nem alapozott megérzéssel, amely végül is igaznak bizonyul.
7. Tilos magának a detektívnek elkövetnie a bűncselekményt.
8. A detektív nem fedezhet fel olyan nyomot, amelyet azonnal be ne mutatna, hogy az olvasó megszemlélhesse.
9. A detektív ostoba barátjának – Watsonnak – tilos titokban tartania azt, ami az eszébe jut; intelligenciájának valamivel, de csak valamicskével az átlagolvasó intelligenciaszintje alatt kell maradnia.
10. Ikrek és alteregók ne szerepeljenek, hacsak az olvasót alkalmasan elő nem készítettük jelenlétükre.

A detektívtörténet szabályainak legátfogóbb kodifikálását S. S. Van. Dine végezte el. A Twenty Rules for Writing Detective Stories (Húsz szabály a detektívtörténetek írására) című összeállítását az American Magazine 1928. szeptemberi száma közölte:
1. Az olvasónak a nyomozóéval egyenlő esélyeket kell biztosítani a rejtély megoldására, ezért minden áruló jelet világosan és pontosan kell közölni.
2. Az olvasóval szemben csak olyan trükkök és csalások engedhetők meg, amelyeket a tettes a nyomozóval szemben alkalmazna.
3. Tilos a szerelem. A történet ne egy szerelmespár, hanem a nyomozó és a tettes fogócskája legyen.
4. Sem a detektív, sem más hivatalos nyomozó közeg nem lehet a tettes.
5. Logikus következtetés vezessen a leleplezéshez. Megengedhetetlen a véletlen vagy az alá nem támasztott beismerés.
6. A detektívtörténetből nem hiányozhat a nyomozó, aki módszeresen feltárja az áruló nyomokat, s ezek eredménye révén jut el a megoldáshoz.
7. A detektívtörténet kötelező bűnesete a gyilkosság.
8. A feladott rejtély megoldásában ki kell zárni minden természetfölötti erőt és körülményt.
9. Csupán egyetlen nyomozó szerepelhet a történetben – az olvasó nem futhat versenyt a nyomozók három-négy tagú váltócsapatával.
10. A tettesnek a történet egyik, többé-kevésbé fontos, az olvasó által jól

ismert szereplőjének kell lennie.
1. Megengedhetetlenül olcsó a megoldás, ha a szolgák egyike a tettes.
2. Bár a tettesnek lehet bűntársa, alapvetően azonban egyetlen ember elfogásáról szóljon a történet.
3. Titkos társaságoknak, alvilági egyesületeknek semmi helyük a detektívtörténetben.
4. A gyilkosság elkövetésének módja és a nyomozás módszere észszerű és tudományos szempontból is helytálló legyen.
5. A szemfüles olvasó számára legyen nyilvánvaló a megoldás.
6. Nincs helye az irodalmiaskodó leírásoknak, a kimunkált, pepecselő jellemrajznak, a légkör szépirodalmi eszközökkel történő színesítésének.
7. A tettes sohasem lehet hivatásos gonosztevő.
8. Tilos a balesettel, öngyilkossággal magyarázott rejtély.
9. A bűntett indítóoka mindig legyen magánjellegű – és ne valamiféle nemzetközi fondorlattal, titkosszolgálati motívumokkal fűszerezett hírszerző akció.
10. A detektívtörténet szerzőjének kerülnie kell minden sablonos megoldást, ötletet.

S. S. Van Dine olykor szigorú, olykor túlságosan engedékeny előírásait még saját maga sem tartotta be mindig. A detektívtörténet aranykorában azonban, és nemcsak Angliában, ez az ízlés parancsolta a divatot. És ez az a kódex, amelyet Amerikában az ún. keménykötésű iskola művelői fintorogva megtagadnak majd.

## Krimi és a valóság kapcsolata
A krimi mint műfaj nagy népszerűségnek örvend nem csak a könyvek, de a filmek világában is. Számtalan bűnügyi sorozatot jelentettek meg az évek során, könyvadaptációk sokaságát láthattuk viszont a mozivásznakon, sokszor egy-egy meglévő ikonikus karaktert újragondolva, új oldaláról megismerhetve, pl. Sherlock Holmes.
Sokan ismerjük a mondást, miszerint ,,A legjobb történeteket az élet írja.” Így sok olyan darabra bukkanhatunk a nyugati és a magyar irodalomban, amelyek igaz történetből inspirálódtak.
- Hasfelmetsző Jack Hasfelmetsző Jack (Jack the Ripper) néven vált ismertté az a londoni sorozatgyilkos, aki 1888-ban öt nőt – négy korosodó prostituáltat és egy fiatal nőt – ölt meg a Whitechapel nyomornegyedben (bár ennél több gyilkossággal gyanúsították). Neve a média által elterjesztett úgynevezett „Kedves Főnök”-levélből származik, melynek írója saját magát jelölte meg elkövetőként, és így írta azt alá. A levelet szélesebb körben csak kitalációnak vélték, amit egy újságíró írhatott, hogy a történet érdekességét növelje. – Halfelmetsző Jack (Jack the Ripper) 1959,1976 – thriller/dráma – Hand of the Ripper 1971- horror/thriller – Jack’s Back 1988- horror/misztikus-fikció – From Hell (A pokolból) 2001- misztikus film/horror
- A Kodelka-gyilkosság A hentes, a hurva és a félszemű című magyar filmdráma 2007-ben jelent meg a mozivásznakon. A jómódú hentes kiskirályként él az első világháború utáni Magyarországon. Egy nap régi üzlettársa, a kegyvesztett félszemű csendőrtiszt egy nővel menekül a falujába. Az idegen asszony jelenléte feltüzeli a mészárszék életunt tulajdonosát, aki munkát ad mindkettőjüknek. Amikor a nőről kiderül, hogy Pesten örömlány volt, a hentes pénzzel próbálja megvenni szerelmét. A pár belemegy a játékba és veszélyes alkudozás veszi kezdetét: egyikük sem tudhatja, ki fog hátba szúrni kit, ha végül eljön az elszámolás ideje. A Kurva és a Félszemű közösen végzik ki a Hentest a saját hűsüzemében, majd tüntetik el a holttestét.
- A Mágnás Elza-gyilkosság A Félvilág című magyar filmdráma 2015-ben jelent meg a mozivásznakon hátborzongató misztikummal dolgozva fel egy, szinte egész Magyarországot megrázó gyilkosságot. Félvilág Mágnás Elza utolsó napjait dolgozza fel. A félvilági életet élő kurtizán és bigott komornája, Rózsi, valamint a fiatal és naiv cselédlány, Kató között szövődő bizarr, szenvedélyes viszonyokat és sikamlós hatalmi játszmákat bonyolítják tovább az Elza körül felbukkanó férfiak, egészen a sokkoló végkifejletig.
- Fekete dália A Fekete Dália egy kitalált történet megszállottságról, szerelemről, korrupcióról, sóvárgástól és romlottságról, egy fiatal hollywoodi sztárjelölt 1947-benmegtörtént brutális gyilkosságát alapul véve. Az eset sokkolta Amerikát és a mai napig megoldatlan maradt. Két ökölvívóból lett rendőr, Lee Blanchard (Aaron Eckhart) és Bucky Bleichert (Josh Hartnett) kap megbízást a feltörekvő színésznő, Betty Ann Short, azaz a Fekete Dália (Mia Kirshner) meggyilkolásának kivizsgálására. A támadás olyan hátborzongató volt, hogy a bűncselekményről készült képeket visszatartották a nyilvánosság elől. Mialatt Blanchard figyelmét egyre jobban leköti a szenzációs gyilkosság – ezáltal kockára téve barátnőjével, Kay-jel (Scarlett Johansson) való kapcsolatát – addig társa, Bleichert vonzódni kezd a titokzatos Madeleine Linscott (Hilary Swank) iránt, aki a város egyik kiemelkedő családjának a lánya, és meglehetősen kellemetlen kapcsolat fűzte az áldozathoz.
- Martfűi rém Halálra ítéltek egy férfit egy fiatal nő brutális meggyilkolásáért Martfűn, 1957-ben. Hét évvel később azonban ismét egymást követik a megrázó halálesetek. A forradalom utáni politikai tébolyban nehéz megtalálni az összefüggéseket és újra felvenni a nyomozás fonalát. Egy országban, ahol nem léteznek sorozatgyilkosok, egyre több az áldozat. A kirendelt fiatal ügyésznek minden kitartására szükség lesz, ha le akarja leplezni a rettegő kisváros kíméletlen ragadozóját.
- A Zodiákus A máig nem azonosított sorozatgyilkos történetéről David Fincher készített filmet. A rendőrség képtelen a nyomára bukkanni, pedig a tettes üzeneteket küld több napilapnak is. Csak néhány rendőr, újságíró, köztük Paul Avery és egy halk szavú, tehetséges szerkesztőségi rajzoló, Robert Graysmith bízik abban, hogy megfejtheti a rejtélyes üzeneteket, melyek alapján a gyilkos a Zodiákus nevet kapta. Elszántan, vadul és szenvedélyesen üldözik ellenségüket. Kezdetben kötelességtudóan, később egyre inkább elvakultan, mígnem már maguk is az őrület határán járnak.
- A Viszkis Ambrus Attila félárván nő fel, zűrös kamaszkort és javítóintézeti éveket hagy maga mögött, amikor Erdélyből kalandos körülmények között Magyarországra szökik. De az új élet nehezebbnek bizonyul, mint a régi. Egy hokicsapat kapusa és szertárosa lesz, de továbbra sincs pénze, se barátnője... míg rá nem jön, miben jó igazán. Vakmerő, gyors és alapos. Egymás után fosztja ki a postákat, bankokat, utazási irodákat. Egyre nagyobbakat kaszál, egyre éhesebb a sikerre, egyre többet akar magának és új szerelmének. De az utolsó balhéja kudarcba fullad, és végül a régóta nyomában lihegő makacs nyomozó kezei közé kerül, aki kíméletlenül szembesíti őt a tetteivel.
- A Columbine gimnáziumi lövöldözés 1999-ben az amerikai Columbine Gimnáziumban a 17 éves Dylan Klebold és a 18 éves Eric Harris lelőtt tizenkét diákot és egy tanárt. A vérengzésben még huszonhárom ember sérült meg. Tettük nem ámokfutás, hanem előre kitervelt vérengzés volt. A gyilkosságok elkövetése után a két tinédzser öngyilkos lett. Az Elefánt, ennek a teljesen átlagosnak induló iskolai napnak a történetét meséli el, amely váratlanul véres tragédiába torkoll

## Krimi az irodalomban
- Edgar Allan Poe: Edgar Allan Poe (Boston, Massachusetts, 1809. január 19. – Baltimore, Maryland, 1849. október 7.) amerikai költő, novellista, szerkesztő és kritikus, a romantika korának egyik legfontosabb szerzője. A leginkább misztikus, hátborzongató történetei révén ismert. Poe az első amerikai novellisták egyike volt, emellett őt tartják a detektívregény „feltalálójának” is. Ezen kívül a korban újnak számító sci-fi területén is alkotott. Az első közismert amerikai író volt, aki pusztán az írásból akart megélni; emiatt szinte egész életében anyagi gondokkal küzdött. Fontosabb művei: A Morgue utcai kettős gyilkosság (The Murders in the Rue Morgue, 1841) A fekete macska (The Black Cat, 1843) Az ovális arckép (The Oval Portrait, 1842) A vörös halál álarca (The Masque of the Red Death, 1842)[8]
- Arthur Conan Doyle: Skót író, aki leginkább Sherlock Holmesról szóló detektívregényei (amelyek jelentős újításnak számítottak a krimi történelmében), valamint Challenger professzor kalandjai miatt ismert. Termékeny író volt, akinek egyéb művei közt találhatunk sci-fi történeteket, mint a számtalan filmfeldolgozást megért Az elveszett világ, történelmi regényeket, drámákat, regényes történeteket, lírát és prózát. Sherlock Holmes 1887-ben jelent meg először a magazinok lapjain. Mint briliáns londoni detektív, Holmes ismert magas intelligenciájáról, híres a megfigyelő- és következtetőképességéről, amely tulajdonságokat a bűnügyek megoldásánál igen találóan felhasznál. Alighanem az egyik legnépszerűbb fiktív krimifigura az irodalomban. Conan Doyle összesen négy regényt és ötvenhat novellát írt Sherlock Holmes szereplésével. A művek túlnyomó részét a detektív barátja és életrajzírója, Doktor John H. Watson narrálja (négy kivétel akad, melyek közül kettőt maga a detektív mesél el, a másik kettő harmadik személyben íródott). A Holmes-történetek több, mint negyven éven keresztül a The Strand Magazine lapjain jelentek meg; a regényeket folytatásokban közölték. A történetek mindig gazdag illusztrációkkal jelentek meg, melyeket Sidney Paget készített. Az elbeszélések az 1882 és 1903 közötti periódust ölelik fel, leszámítva néhány 1878-ban, 1880-ban, illetve 1907-ben játszódó történetet, és Az utolsó eset című novellát, amely 1914-ben történik.[9]
- Agatha Christie: Angol írónő, „a krimi koronázatlan királynője”. Mary Westmacott álnéven romantikus regényeket is írt, de az utókor számára inkább mintegy 80 detektívregénye és nagy sikereket arató West End-i színpadi darabjai miatt emlékezetes. A Guinness Rekordok Könyve szerint William Shakespeare könyvei és a Biblia után Agatha Christie könyveit adták ki a legnagyobb példányszámban az egész világon. Christie első regényét, A titokzatos stylesi esetet 1920-ban adták ki, ebben a történetben mutatta be az olvasóknak Hercule Poirot-t, aki azután hosszú időn át összesen 33 regényben és 54 novellában szerepelt. A másik ismert szereplője Miss Marple, aki A kedd esti klubban (The Tuesday Night Club) szerepelt először, és akit olyan nőkről formált meg, mint saját nagymamája és az ő régi barátnői. Fontosabb művei: Tíz kicsi néger (Ten Little Niggers, 1939) – Az első magyar kiadás címe: A láthatatlan hóhér Paddington 16.50 (4.50 from Paddington, 1957) A titokzatos stylesi eset (The Mysterious Affair at Styles, 1920) – Az első magyar kiadás címe: Poirot mester Gyilkosság az Orient expresszen (Murder on the Orient Express, 1934) – Az első magyar kiadás címe: A behavazott express Az ABC-gyilkosságok (The ABC Murders, 1936) – Az első magyar kiadás címe: Poirot és az ABC[10]
- Raymond Chandler: Raymond Thornton Chandler amerikai krimiíró. Jelentősége mérhetetlen volt: leginkább stílusa és gondolkodásmódja volt az, amely az elmúlt hatvan évben hatást gyakorolt a bűnügyi irodalomra. Állandó szereplője, Philip Marlowe a „hardboiled” stílusú detektívregényhősök mintapéldánya lett. Először a Hosszú álomban (The Big Sleep) tűnt fel, 1939-ben. Chandler egyetlen korábbi novellájában sem bukkan föl, ám számos korai történetét később újra kiadták, az eredeti szereplőket Philip Marlowe-ra cserélve. A változtatás feltételezhetően a szerző hozzájárulásával történt meg. A felszínen szellemeskedő, iszákos, kemény Marlowe valójában csendesen elmélkedő, filozofikus alkat. Szereti a sakkot és a költészetet. Annak ellenére, hogy nem fél kockáztatni testi épségét, maga nem alkalmaz erőszakot pusztán azért, hogy elérje célját. Erkölcsileg erős személyiség, így nem csavarhatja el a fejét a műfajban gyakran feltűnő „végzet asszonya”, mint amilyen Carmen Sternwood A hosszú álomban. Chandler ezt írta detektív-ideáljával kapcsolatban: „Lehet, hogy elcsábítana egy hercegnőt, de biztos vagyok abban, hogy nem rontana meg egy szüzet.” Fontosabb művei: Hosszú álom (1939) A magas ablak (1942) Asszony a tóban (1943) Elkéstél, Terry! (1954) (Edgar Allan Poe-díjat kapott érte. Eredeti címe:The Long Goodbye)[11]
- Ed McBain: Születési neve: Salvatore Albert Lombino amerikai író, elsősorban krimiíró volt. Használta még az Evan Hunter, a John Abbott, a Curt Cannon, a Hunt Collins, az Ezra Hannon és a Richard Marsten nevet is. 1952-ben hivatalosan is felvette az Evan Hunter nevet. Rendkívül termékeny szerző volt, legnagyobb sikereit a kitalált, ám New Yorkról mintázott Isola város 87-es körzete rendőreinek munkájáról és életéről szóló regénysorozatával érte el. Ebbe a sorozatba több mint ötven regényt írt. Némely egyéb néven kiadott regényét a későbbi kiadások esetében Ed McBain „nevére vett”. Két memoárja jelent meg, a Me and Hitch 1997-ben és a Let's talk 2005-ben.[12]
- Robin Cook: Dr. Robin Cook amerikai orvos és író, általában közegészségügyi és orvosi témájú regényeket ír. Több, mint harminc megjelent regény és több millió eladott példány után is orvosnak tartja magát, nem pedig írónak. Robin Cook könyveiben sikeresen ötvözi a krimit az orvostudománnyal, általában az adott mű főhősének hosszas nyomozása után derül fény összeesküvés-elméletekre, melyeket orvosok vagy kórház-közeli emberek vezérelnek. Cook azért kezdett el írni, hogy általános orvosi ismereteket közöljön, tapasztalatokat adjon át olvasóinak, ezzel tulajdonképpen tanítva őket az orvosi világ érdekességeire és legfőképpen annak sötét oldalára. Ő volt az első író, aki az orvostudomány világát nem, mint romantikus műfajt, hanem mint krimit igyekezett bemutatni. Regényeiben igyekszik aktuális problémákkal foglalkozni, legyen az orvostudományi, vagy – ahogy a Vektor című könyvében látjuk, a bioterrorizmus. Cooknak három visszatérő karaktere van (de a különböző könyvek fő története nem összefüggő): dr. Laurie Montgomery igazságügyi orvosszakértő, Lou Soldano rendőrhadnagy és dr. Jack Stapleton igazságügyi orvosszakértő eddig több könyvben szerepeltek már együtt. Fontosabb művei: A gyötrelem éve, Year of the Intern, 1972 Kóma, Coma, 1977 Fertőzés, Marker, 2005 Láz, Fever, 1982[13]

Magyar Szerzők:
- Szerb Antal: Író, irodalomtörténész, nemzetközileg népszerű regények szerzője. 1927-ben kezdte meg írói munkásságát, majd az 1930-as évek írói termésének nagy részében eltűnnek a látványos történelmi ihletések, helyükre a csodák, a misztikus borongás lép. A Pendragon legenda című, 1934-ben megjelent regénye a legfőbb szépirodalmi alkotása. Műfaját illetően az esszéregény, a bűnügyi regény és a kísértethistória keveréke, és ugyanezek a paródiája, maga az író filológiai detektívregénynek nevezte. Eredetileg Rózsakereszt címmel jelent meg.[14]
- Lőrinc L. László (Leslie L. Lawrence): Orientalista, író, műfordító. Írói álnevei: Leslie L. Lawrence, illetve Frank Cockney. Magyarország legsikeresebb kortárs írója az eladott példányszámok alapján, neveihez több tucat sikerkönyv köthető. Bűnügyi regényeinek többségét egyes szám első személyben írja. A regények általában egzotikus helyszíneken játszódnak, ahol rejtélyes, megmagyarázhatatlan gyilkosságok történnek, melyeket a szereplők a történet elején természetfölötti jelenségekkel magyaráznak meg, majd a rejtélyek felfedése és a gyilkos(ok) elfogása a főhős révén valósul meg. A szerző „munkájának része” és szenvedélye az utazás, a mai napig is lehetőség szerint regényeinek minden helyszínét felkeresi, hogy az adott országnak és az ott élő népek kultúrájának minél szemléletesebb leírását tudja adni.[15]
- Kondor Vilmos: Első regénye, a Budapest noir 2008-ban jelent meg. A szerző történelmi krimi-sorozatot írt, főszerepben Gordon Zsigmond bűnügyi riporterrel, aki 1936 és 1956 között dokumentálta a főváros és az ország bűnéletét, nem egyszer maga szolgáltatva igazságot az áldozatoknak. A sorozatot ‘Bűnös Budapest-ciklus’ néven is emlegetik, hét könyvet foglal magában, melyeknek cselekménye egy kivétellel mind Budapesten játszódnak.[16]

### Könyvek a krimiről
- Hankiss János: A detektívregény. A "népszerű irodalom" elmélete és története, I.; Csáthy, Debrecen–Budapest, 1928 (Gaea a föld, az élet és a tudomány könyvei)
- Kolozs Pál: Utazás Detektíviába (Magvető, 1964)
- Josef Škvorecky: Egy detektívregény-olvasó ötletei; ford. Sinkó Ferenc; Európa, Bp., 1966 (Modern könyvtár)
- Keszthelyi Tibor: A detektívtörténet anatómiája (Magvető, 1979) ISBN 963-270-899-7
- Bényei Tamás: Rejtélyes rend: A krimi, a metafizika és a posztmodern (Budapest: Akadémiai Kiadó, 2000)
- Benyovszky Krisztián: A jelek szerint: A detektívtörténet és közép-európai emléknyomai (Kalligram, 2003) ISBN 8071495301
- Benyovszky Krisztián: Bevezetés a krimi olvasásába; Lilium Aurum, Dunaszerdahely, 2007 (Parazita könyvek)
- Lepipálva. Tanulmányok a krimiről; összeáll. Benyovszky Krisztián, H. Nagy Péter; Lilium Aurum, Dunaszerdahely, 2009 (Parazita könyvek)
- Siegfried Kracauer: A detektívregény. Értelmezés / Történelem. A végső dolgok előtt; ford. Teller Katalin; Kijárat, Bp., 2009 (Spatium) ISBN 978-963-9529-83-0t
- Miklós Ágnes Kata: Bűnös szövegek. Bevezetés a detektívtörténetekbe; Komp-Press, Kolozsvár, 2009 ISBN 9789731960050
- Dömötör Edit: "Az eltitkolt gonosztettet a szél is kifúvja"? A magyar bűnügyi irodalom ismeretelméleti megközelítése; szerzői, Bp., 2011
- Kálai Sándor: Fejezetek a francia bűnügyi irodalom történetéből; Debreceni Egyetemi, Debrecen, 2012 ISBN 9789633182376
- Bánki Éva: A bűn nyelvét megtanulni. Tanulmányok a kemény krimiről; Napkút, Bp., 2014
- Grób László: A magyar detektívregény fénykora, 1930–1948; Attraktor, Máriabesnyő, 2015
- Miklós Ágnes Kata: A nyolc fogaskerék esete. A detektívtörténetek mechanizmusai; Napvilág, Bp., 2018
- Hogyan olvassunk krimit? Új perspektívák a detektívtörténet kutatásában; szerk. Horváth Márta, Szabó Erzsébet; Ráció, Bp., 2019 (Irodalom – evolúció – kogníció)